# Reinhold Samson von Himmelstjerna
Reinhold Johann Ludwig Samson von Himmelstjerna (russisch Рейнгольд Иоганн Людвиг Самсон фон Гиммельштерна; * 16. Junijul. / 27. Juni 1778greg. in Urbs; † 14. Novemberjul. / 26. November 1858greg. ebd.) war ein livländischer Landespolitiker.

## Leben

### Familie
Reinhold war Angehöriger des baltischen Adelsgeschlechts Samson von Himmelstjerna. Seine Eltern waren der 
livländische Landmarschall Carl Gustav Samson von Himmelstjerna (1750–1825) und Juliane, geb. Taube von der Issen (1758–1818).
Er vermählte sich in erster Ehe 1799 mit Charlotte von Samson (1778–1807) und heiratete dann 1808 Maria Taube von der Issen (1787–1838) auf Lustifer und Kallküll. Aus beiden Ehen gingen insgesamt sieben Kinder hervor, darunter der russische Generalleutnant Hermann Samson von Himmelstjerna (1800–1881).

### Werdegang
Reinhold erhielt häuslichen Unterricht, bevor er von 1796 bis 1798 in Leipzig Jura studierte.
Im Anschluss bekleidete er verschiedene livländische Verwaltungsfunktionen und war von 1807 bis 1818 Landrichter in Dorpat. Er war von 1812 bis 1827 nacheinander Kreisdeputierter der Kreise Dorpat und Pernau und wurde nach wiederum verschiedenen Stationen 1824 Vizepräsident des livländischen Hofgerichts. In dieser Stellung blieb er bis 1834. Überscheidend war er von 1827 bis 1851 livländischer Landrat. Von 1829 bis 1840 war er in der Höchsteigenen Kanzlei S. M. in St. Petersburg angestellt und bekleidete schließlich von 1851 bis 1856 Präsident des livländischen Hofgerichts. Im Jahre 1843 wurde er zudem Wirklicher Staatsrat.
Samson von Himmelstjerna hat die livländischen Güter Kibbijerw (1809–1821), Wissust (1811), Rippoka (1819–1820), Kurrista (1820–1845), Kawershof (1824–1845), Ludenhof (1825–1831), Urbs (1827–1830) sowie ebenfalls zeitweise Torma, Padefest und Lillastfer besessen. Er hat sich, auch vor diesem Hintergrund, unermüdlich für die Agrarreform und die Bauernverordnung verwendet, war dahingehend auch mehrfach Mitglied bzw. Deputierter verschiedener Ausschüsse, Kommissionen und Institutionen. 
Er war von 1838 bis 1851 Präsident der Gesellschaft für Geschichte und Altertumskunde der Ostseeprovinzen Russlands, hat 1840 das kurländische Indigenat sowie 1851 einen Ehrenstuhl im livländischen Landratskollegium erhalten und war von 1844 bis 1855 Ehrenkurator des Gouvernementsgymnasiums in Riga.

### Werke
Es sind 38 Publikationen in fünf Sprachen bekannt, darunter auch die Übersetzung von Hamlet.
- Institutionen des livlaendischen Prozesses, Wilhelm Ferdinand Häcker, Riga 1824 (Digitalisat auf HathiTrust)
- Das livländische Erbschafts- und Näherrecht, 1828 (Digitalisat der Universität Tartu)
- Historischer Versuch über die Aufhebung der Leibeigenschaft in den Ostseeprovinzen mit besonderer Beziehung auf das Herzogthum Livland, Das Inland 1838
- Zur Geschichte der Bauernfreiheit in Livland : Wiederabdruck einer Reihe von Flugschriften und Zeitungsartikeln aus den Jahren 1817–1818, Nicolai Kymmel, Riga 1878 (Digitalisat auf HathiTrust)